# Partido de Unión Republicana Autonomista
El Partido de Unión Republicana Autonomista (PURA) fue un partido político español, de ámbito exclusivamente valenciano. Nacida como una formación de ideología republicana, fue creado en 1908 como una escisión de la  Unión Republicana, debido a las diferencias entre Vicente Blasco Ibáñez, Nicolás Salmerón y Alejandro Lerroux.
Su ideología se basaba en el blasquismo y se denominaba autonomista para diferenciarse orgánicamente del Partido Radical de Lerroux. En su programa pretendía el establecimiento de una república española democrática, la separación de la Iglesia y el Estado, la independencia judicial, la creación de tribunales de comercio y la autonomía provincial y regional. A principios de siglo, y en el contexto de la disputa con la escisión sorianista, se opusieron a las agrupaciones culturales valencianistas, y a la recuperación o enseñanza de la lengua valenciana, y a Solidaridad Catalana. A finales de la década de 1910, el partido se hace más permeable al valencianismo, con el alcalde Faustino Valentín pidiendo la enseñanza en valenciano, hasta que Azatti provocó su caída.
Las cabezas del partido fueron Adolfo Beltrán, Juan Barral y Félix Azzati. En las elecciones de 1914 adoptó nuevamente el nombre de Unión Republicana, y entre 1920 y la dictadura de Primo de Rivera volvió a utilizar el de Partido de Unión Republicana Autonomista.

## Segunda República
Tras la hibernación que supuso la dictadura de Primo de Rivera, a la muerte de Azzati en 1929 alcanzó el liderato del partido Sigfrido Blasco-Ibáñez, que adoptó una posición moderada y se acercó nuevamente al Partido Republicano Radical de Alejandro Lerroux, abandonando la etapa del «autonomismo» político, aunque, según Alfons Cucó, «mantuvo su viejo vocabulario clerófobo y jacobino, muy poco de acuerdo con su auténtica posición en el tablero sociopolítico». Según este historiador, el PURA «acentuó todavía más su carácter de fuerza política defensiva. Su objetivo era "suavizar la lucha de clases", y canalizar así "el desenvolvimiento de la sociedad en un medio armónico y fraterno, sin súbitas rupturas de la continuidad histórica"», lo que quedó patente en el programa que aprobó el partido en 1930:

[El PURA propugna] el fomento y protección de la pequeña propiedad para los trabajadores y campesinos, la organización de los sindicatos, cooperativas, sociedades de apoyo mutuo, cajas de crédito agrícola y retiro obrero; arbitraje de patronos y trabajadores en la dirección de la industria, en la fijación de los salarios y participación del trabajador en los beneficios de la industria, extinción de latifundios; establecimiento de impuestos progresivos sobre la renta... Nuestra voluntad es demostrar que dentro de la República no sería menester para vivir y desarrollar la independencia humana, que fueran quebrantadas las normas de armonía, paz y legalidad.

En las elecciones municipales del 12 de abril de 1931, cuyo resultado adverso para la Monarquía en las grandes ciudades iba a suponer la proclamación de la Segunda República dos días después, el PURA volvió a conseguir la mayoría en el Ayuntamiento de Valencia y cuando se conoció que algunas regiones, singularmente Cataluña, estaban dando pasos para dotarse de un Estatuto de Autonomía, aún sin haberse aprobado la Constitución republicana, el alcalde valenciano Agustín Trigo tomó la iniciativa e invitó a los Ayuntamientos de Castellón y de Alicante y a las tres Diputaciones valencianas a que nombraran unos representantes «con el fin de constituir una ponencia que proceda al estudio y confección de un Estatuto de Autonomía para la región valenciana».
El texto del Anteproyecto del Estatuto se hizo público el 11 de julio y fue apoyado no solo por el PURA sino también por las organizaciones valencianistas, aunque con algunas reservas, pero ni la Diputación de Alicante ni el Ayuntamiento de Castellón de la Plana dieron su conformidad, alegando que había que esperar a que se aprobara la Constitución de la República —que en aquellos momentos se estaba debatiendo en el Congreso de los Diputados y que no sería promulgada hasta el 9 de diciembre—. Esta falta de apoyo de Castellón y de Alicante causó una gran decepción en el PURA que entonces se planteó reducir el ámbito del Estatuto de Autonomía a su feudo, la provincia de Valencia.
Cuando en septiembre de 1932 las Cortes republicanas aprobaron el Estatuto de Autonomía de Cataluña, el PURA retomó su proyecto del Estatuto «provincial» y el 24 de octubre la Diputación y el Ayuntamiento de Valencia, controlados por los blasquistas, convocaron una reunión de todos los alcaldes de la provincia de Valencia, lo que fue muy criticado por la Conjunción de Partidos pro Estatuto, que se había formado cuando el PURA dejó de apoyar un Estatuto de Autonomía que incluyera a las tres provincias valencianas. No obstante, la oposición de la Conjunción no impidió que el 1 de noviembre se reunieran en Valencia los representantes de unos doscientos municipios que allí acordaron nombrar una nueva Comisión por el Estatuto y la realización de mítines de propaganda autonomista por toda la provincia —se celebraron entre febrero y junio de 1933, y en ellos intervinieron destacadas personalidades del PURA (empezando por su presidente Sigfrido Blasco-Ibáñez) y también de la Derecha Regional Valenciana, que se sumó a la campaña—.
Tras la victoria del centro derecha y de la derecha en las elecciones generales de noviembre de 1933 el veterano dirigente del PURA Ricardo Samper fue ministro en el gobierno de Alejandro Lerroux y cuando este se vio obligado a dimitir en abril de 1934 le sustituyó al frente del ejecutivo. El proceso de derechización del partido se acentuó tras entrada en el gobierno de la CEDA —de la que formaba parte la Derecha Regional Valenciana— y sobre todo tras la fracasada Revolución de Octubre de 1934. Su deriva hacia la derecha y la implicación de sus líderes en el escándalo de corrupción del estraperlo provocaron la pérdida de apoyos y las escisiones (muchos se pasaron al Partido Republicano Radical Socialista o fundaron Esquerra Valenciana). Para evitar la caída electoral, Sigfrido Blasco-Ibáñez se acercó a Portela Valladares pero no pudo impedir una estrepitosa derrota en las elecciones de febrero de 1936.